# Tårpil
Tårpil (Salix babylonica) är ett pilträd som härstammar från Kina.
Tårpil används och har även införts till områden utanför sitt naturliga utbredningsområde som ett prydnadsträd i stadsmiljöer, parkmiljöer och trädgårdar, ofta nära vatten. Det finns flera sorter och hybrider av tårpil som även de används som prydnadsträd.

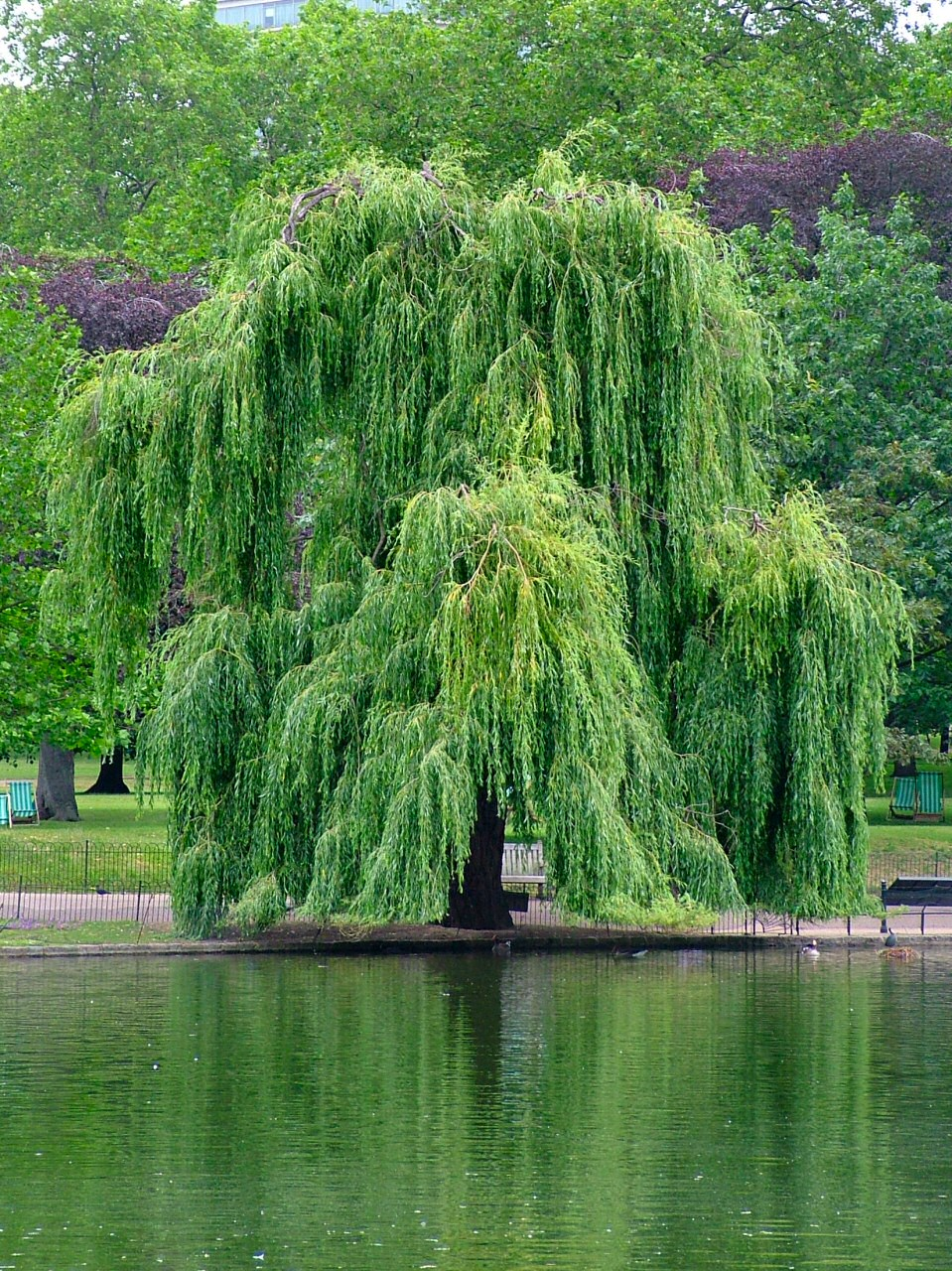